# Rudolf Hübner
 (mars 2018).
Pour les articles homonymes, voir Hübner.
Rudolf Hübner (ou Huebner) (né à Erlenthal, arrondissement de Schildberg (de) le 29 avril 1897, mort à Lemgo le 28 février 1965) est dentiste (docteur) et général allemand (Generalleutnant) durant la Seconde Guerre mondiale. A participé en septembre 1943 à la condamnation par le tribunal militaire de la Feldkommandantur 560 à Besançon qui était sous les ordres du général Paul Curt Von Felbert. A l'ordre d'exécution par jugement à la maison d'arrêt la Butte Besançon à la mise à mort de 16 personnes et 8 personnes déportés des groupes de résistance Guy Mocquet à Larnod et Marius Vallet à Chouzelot. Ils furent fusillés le dimanche 26 septembre 1943 à la Citadelle de Besançon.Le plus jeune des fusillés s'appelait Henri Fertet, il avait 16 ans. 

## Biographie
Pendant la Première Guerre mondiale, Huebner s'engage comme volontaire le 25 juillet 1916 dans le bataillon de réserve du 12e régiment de grenadiers. En 1916, il rejoint ensuite le front avec le 51e régiment d'infanterie.
En tant que général de corps d'armée, il est appelé par Hitler lui-même le 9 mars 1945 pour présider la "cour martiale itinérante" chargée de juger (de manière expéditive) les cas de désertion ou de fuite des soldats allemands en pleine débâcle de leurs troupes. À ce titre, il n'exerce plus de commandement de front et relève d'Hitler personnellement.
C'est Hübner qui est responsable de l'exécution du major Scheller, commandant allemand du pont de Remagen, tombé intact entre les mains des Alliés, et de trois autres officiers impliqués dans cette bataille. 